# Философская пропедевтика
Филосо́фская пропедевтика (нем. Philosophische Propädeutik) — работа Гегеля, изданная посмертно на основе материалов курса философии, который Гегель вёл в старших классах Нюрнбергской гимназии (Egidiengymnasium). Датируется 1808—1811 годами. По замыслу является первоначальным введением в философию для старших школьников. Разделена на три части, соответствующие трём годам обучения.
Была написана вскоре после выхода «Феноменологии духа» (1807). Практически в то же время шла работа над следующим крупным произведением Гегеля — «Наукой логики», первая книга которой вышла в начале 1812 года.
«Философская пропедевтика» первоначально была издана учеником и биографом Гегеля Карлом Розенкранцем на основе найденной в 1838 году рукописи Гегеля и записей слушателей.

## Структура работы
- Курс первый. Учение о праве, долге и религии. Центральной темой этого курса является воля как «неопределенность Я». Поэтому воля предполагает свободу. Право же есть гарантия свободы. Свобода заключается во владении и дарении, которые опираются на понятие договора. Свободное естественное объединение личностей называется семьёй. Группа семей с формализованными правом отношениями превращается в государство-нацию. Стержнем государства является закон как выражение всеобщей воли. Право также подразумевает долг. Долг, к примеру, предписывает уважение к закону и вежливость к другим людям. Бог, по мысли Гегеля, есть «абсолютный дух».
- Курс второй. Феноменология духа и логика. Феноменология духа мыслится учением о сознании, которое, в свою очередь, есть не что иное как отношение Я к предмету.
- Курс третий. Учение о понятии и философская энциклопедия.

## Переводы на русский язык
Первый перевод на русский язык был выполнен С. Васильевым: Гегель. Введение в философию (философская пропедевтика). — М., 1927.
В 1971 г. «Философская пропедевтика» была опубликована в переводе Б. А. Драгуна с примечаниями А. П. Огурцова. Текст сверен А. В. Михайловым (см. раздел «Литература»).